# Louisville (Alabama)
Louisville è un comune degli Stati Uniti d'America situato nella contea di Barbour dello Stato dell'Alabama.